# Truxa
Truxa ist ein Film des Regisseurs Hans H. Zerlett, gedreht im Jahr 1936 im Varieté Wintergarten in Berlin. Er spielt im Artisten- und Varieté-Künstlermilieu. Das Drehbuch schrieb Hans H. Zerlett nach dem Roman Programm mit Truxa von Heinrich Seiler. Die Uraufführung des Films fand am 19. Januar 1937 in Berlin im Alhambra statt.
Der Film ist eine Produktion der Tobis-Magna-Filmproduktion GmbH (Berlin), unter der Produktionsleitung von Helmut Schreiber, der später als der Zauberkünstler Kalanag berühmt geworden ist.

## Handlung
Die erste Einstellung des Films zeigt New York. Hier, in einer Artistenkneipe, betrinkt sich der berühmte Drahtseilartist Truxa. Der junge und unbekannte Künstler Husen kommt mit ihm ins Gespräch und der bekannte Truxa verschenkt an ihn seinen Künstlernamen, so dass sich Husen ab jetzt selbst Truxa nennen darf. Zur gleichen Zeit in Berlin laufen die Proben zur neuen Show im Wintergarten. Die schöne Tänzerin Yester, die ehemalige Assistentin und Freundin von Garvin, einem weiteren Illusionskünstler des Wintergartens, den sie vor einiger Zeit wegen Truxa verließ, wird im neuen Programm neben Garvin und dem angekündigten Truxa auftreten. Seitdem brennt der Hass in Garvin, denn er will Yester um jeden Preis zurück.
Als Truxa zur Probe erscheint, bemerkt Yester sehr schnell, dass dieser Mann nicht der echte Truxa ist, kennt aber nicht die ganze Wahrheit um den Verbleib des echten Truxa. Beide lernen sich kennen, und der falsche Truxa verliebt sich in Yester. Während der ersten Vorstellung kommt es zu ersten Zweifeln am Können von Truxa. Er zeigt nicht seinen berühmten Salto auf dem Drahtseil und auch während der Proben gelingt ihm dieser nicht. Garvin beobachtet den Misserfolg von Truxa mit wachsendem Interesse und droht ihm schließlich, dass er um seine falsche Identität wisse und diese aufdecken werde, sollte sich Truxa weiterhin mit Yester treffen. Für seine Liebe zu Yester bricht Truxa sein Schweigen und offenbart ihr die Umstände, wie er zu dem Namen des berühmten Truxa kam. Am nächsten Abend hat er die Drohung von Garvin schon vergessen, als während seines Auftritts das Drahtseil vor seinen Augen verschwindet und er fast vom Seil stürzt. Dies war klar eine Warnung von Garvin, der mit Lichtillusionen arbeitet und mittels einer neuen Projektionsmaschine das Drahtseil des Artisten verschwinden lassen kann. In der Garderobe zeigt Yester dem falschen Truxa die Briefe, die ihr der echte Truxa in den letzten Jahren schrieb. In diesen Briefen beschreibt der echte Truxa, wie er von Garvin wegen seiner Beziehung zu Yester verfolgt wurde und immer mehr in Depressionen und Alkohol abglitt. Yester bittet den falschen Truxa zu gehen und sie nie wiederzusehen. Aber Truxa will bleiben und um Yester kämpfen.
Am nächsten Morgen erhält Yester unerwarteterweise Post vom echten Truxa, der sie dringend sehen will. Als sie sich treffen, ist sie entsetzt: Der Mann, den sie einmal liebte, hat sich drastisch verändert, zermürbt durch die Verfolgungen von Garvin. Aber der echte Truxa bemerkt Yesters Entsetzen nicht, er will sie mitnehmen in ein fernes Land, in dem Garvin sie nie finden wird. In diesem Moment stürzt der falsche Truxa in das Zimmer. Nach einer Auseinandersetzung sieht der echte Truxa ein, dass er Yester nicht mehr für sich gewinnen kann. Zurück im Theater informiert die Direktion den falschen Truxa, dass er unter allen Umständen den Salto zeigen muss, sonst würde sein Vertrag gekündigt. Obwohl Yester ihn bittet, den Salto nicht zu zeigen, betritt er das Seil und wie schon vorher verschwindet das Seil vor seinen Augen. Auf der Beleuchterbrücke manipuliert Garvin mit seiner Projektionsmaschine die Sicht des falschen Truxa. Kurz bevor dieser zum Salto ansetzt, stürmt der echte Truxa auf die Beleuchterbrücke und überwältigt Garvin. Der falsche Truxa im Theater kann nun das Seil wieder sehen und kann den Salto zeigen. In diesem Moment stürzt Garvin hinter den Kulissen von der Brücke und bleibt tot auf der Bühne liegen.

## Hintergrund
Der Film Truxa war La Janas Durchbruch als Schauspielerin und machte sie auf einen Schlag in ganz Deutschland bekannt. Ernst Fritz Fürbringer hatte mit Truxa sein Filmdebüt, dies war sein erstes Engagement als Filmschauspieler.

## Kritik
In einem Artikel aus Das kleine Magazin wird von einem Zufall berichtet, dem La Jana ihren größten Filmerfolg verdankt und einen nicht unwesentlichen Erfolg des Filmes ihrer Rolle zuspricht: „Und doch verdankt La Jana ihr erstes Filmengagement einem Zufall. In dem Varieté-Film der Tobis Truxa war die wichtigste weiblichste Rolle, die eines großen Tanzstars, zu besetzen. La Jana, die noch in London auftrat, war über das Wochenende mit dem Flugzeug nach Berlin gekommen. Hier erreichte sie die telefonische Anfrage, ob sie die Rolle übernehmen wolle. Das Engagement kam zustande und der spätere große Erfolg des Films war nicht zum wenigsten ihrer glänzenden tänzerischen und schauspielerischen Leistung zuzuschreiben.“

## Bedeutung
Truxa ist ein Unterhaltungsfilm, der in der schillernden Welt der Artisten und Künstler spielt und der das Publikum in eine fremde Welt entführen und unterhalten sollte.

## Einzelbelege und Anmerkungen
1. ↑  Vergl. auch Christa Bandmann: Es leuchten die Sterne. Aus der Glanzzeit des deutschen Films, S. 83 ff.
2. ↑  Vergl. Artikel: Tänzerin La Jana, Das kleine Magazin, Nr. 18, 3. Quartal 1938